# یواس‌اس فربالت (ای‌کی-۱۷۹)
یواس‌اس فربالت (ای‌کی-۱۷۹) (به انگلیسی: USS Faribault (AK-179)) یک کشتی بود که طول آن 388' 8" بود. این کشتی در سال ۱۹۴۵ ساخته شد.